# Museu Metropolitano de Tóquio
O Museu Metropolitano de Tóquio (地下鉄博物館, Chikatetsu Hakubutsukan) é um museu ferroviário situado na região especial de Edogawa, em Tóquio, no Japão. É gerido pela Fundação Cultural Metropolitana, uma organização sem fins lucrativos da empresa Tokyo Metro. Localiza-se a cem metros da Estação Kasai.
Os visitantes ingressam no museu através de um bilhete, onde conduz à secção da primeira linha metropolitana de Tóquio entre Ueno e Asakusa que foi inaugurada em 1927 (atualmente parte da Linha Ginza).

## Coleção
O museu expõe alguns exemplos do material circulante utilizado no sistema metropolitano de Tóquio, que inclui um comboio Eidan 300 que opera na Linha Marunouchi e um vagão do comboio Eidan 1000 da Linha Ginza. O museu abriga sete zonas de exposições principais, que contam a história e construção do sistema metropolitano, dos serviços de passageiros no sistema, da segurança do sistema metropolitano e as descrições de transportes metropolitanos encontrados ao redor do mundo. O museu também abriga simuladores de condução.
Na entrada da bilheteira, é mostrada a exposição sobre a relação entre a cidade e o transporte metropolitano ao longo dos anos e a reconstrução da estação Ueno (a primeira estação metropolitana da linha), inaugurada em 1927. A frente, são mostradas as exposições técnicas, centradas na construção dos túneis metropolitanos e a segurança das linhas, com detalhes sobre o sistema contra inundações e uma explicação sobre os centros de controlo de tráfego e energia e o funcionamento do centro de prevenção de desastres.
A próxima secção do museu exibe um vagão do comboio Série 100, que permite que os visitantes entrem na cabina e utilizem vários controlos do vagão, incluindo os motores, os travões e o pantógrafo. Os exemplos em escala mostram o sistema elétrico de coleta usado pelo metropolitano, incluindo o pantógrafo e o terceiro trilho, juntamente com os exemplos de motores elétricos e travões de truque. Na secção seguinte do museu há simuladores reais, que são usados para treinar os funcionários do sistema.
O museu também abriga uma sala de palestras, salão, e biblioteca com acervo literário relacionado ao transporte metropolitano.